# Domaine de Kurokawa
Pour les articles homonymes, voir Kurokawa (homonymie).

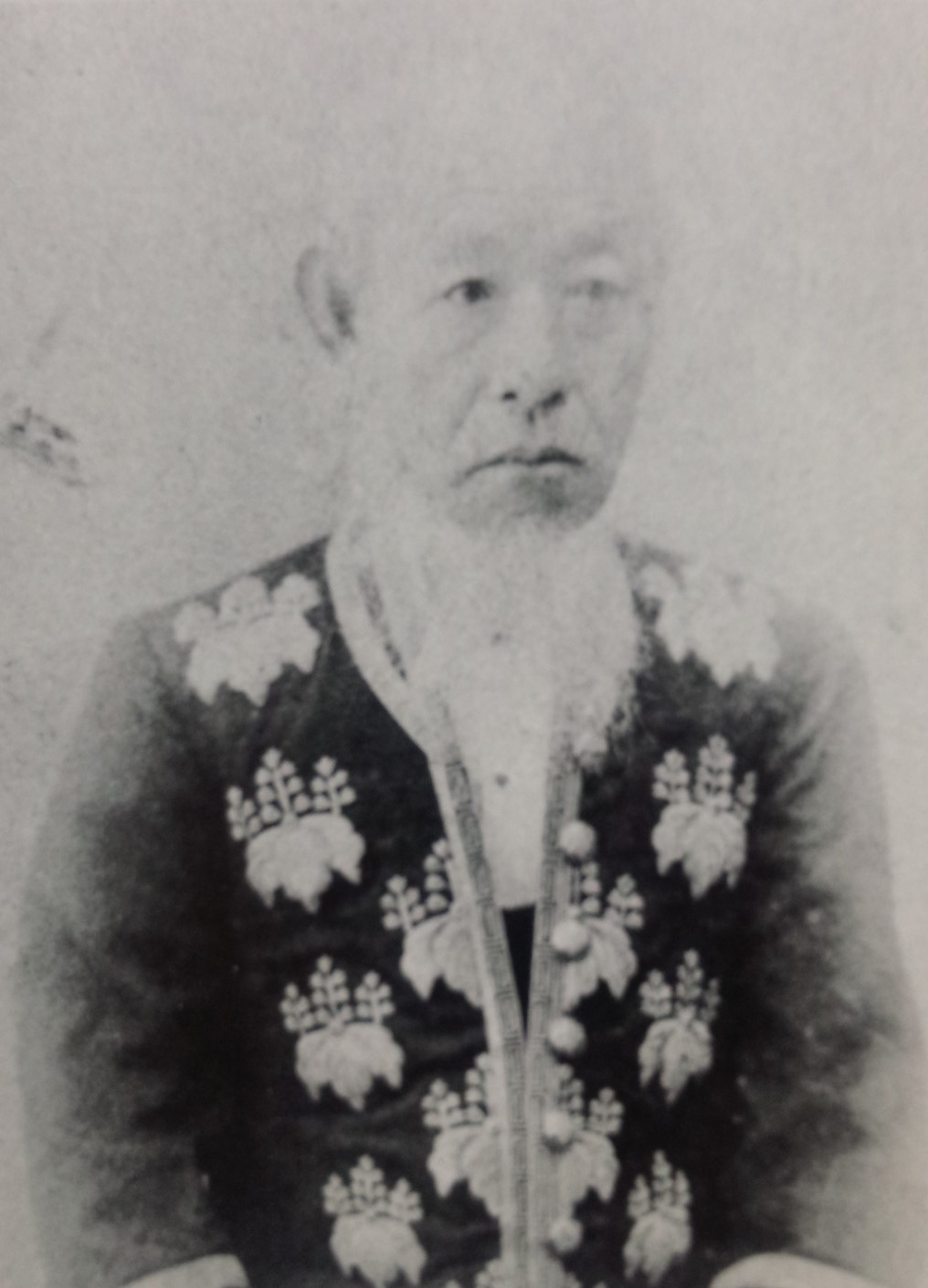
Le septième daimyô du domaine, Yanagisawa Mitsuteru

Le domaine de Kurokawa (黒川藩, Kurokawa-han) est un domaine féodal japonais de l'époque d'Edo, situé dans la province d'Echigo. Il est dirigé par le clan Yanagisawa pendant toute son existence.

## Liste desdaimyosdu domaine
- Clan Yanagisawa (fudai daimyo ; 10 000 koku)

1. Tsunetaka
2. Satozumi
3. Satoakira
4. Yasutaka
5. Nobutō
6. Mitsuhi
7. Mitsuteru
8. Mitsukuni